# Close Enough
Close Enough är den svenska barockpop-/indiepopgruppen The Tinys debutalbum, utgivet 2004 på Determine Records, V2 Records och Eyeball Records.

## Låtlista
1. "Closer" - 4:36
2. "In My Back" - 3:09
3. "Opened Up" - 2:24
4. "Second Time Around" - 5:36
5. "Across the Bridge" - 3:46
6. "Just Like You" - 2:27
7. "Don't" - 3:08
8. "No Money" - 4:11
9. "Lake" - 7:11
10. "For Hallis" - 4:17

## Personal
- Johan Berthling - bas
- Janne Hansson - mixning
- Lina Hansson - foto, design
- Henrik Jonsson - mastering
- Ellekari Larsson - sång, piano orgel
- Mikael Marin - viola (spår 2, 4)
- Mats Olofsson - cello (spår 2, 4)
- Hadrian Prett - fiol (spår 6, 7)
- Leo Svensson - cello, stråkarrangemang (spår 2, 4), orgel (spår 8)
- Andreas Söderström - producent, harmonium (spår 6), glockenspiel (spår 9)
- The Tiny - producent
- Torbjörn Zetterberg - sång (spår 5)

### Fotnoter
1. ↑  ”Close Enough”. Discogs.com. http://www.discogs.com/Tiny-Close-Enough/release/2677966. Läst 8 maj 2012.